# Vičiunai (gmina Alionys)
Vičiunai (hist. pol. Wiciuny) – wieś na Litwie, w okręgu wileńskim, w rejonie szyrwinckim.
Według danych ze spisu powszechnego w 2011 roku we wsi mieszkało 48 osób.
W XIX wieku wieś, część dóbr Poszyrwińcie hr. Ledóchowskich. Liczyła 7 domów i 78 mieszkańców, samych katolików.